# Marina di Pescoluse
Marina di Pescoluse is een plaats (frazione) in de Italiaanse gemeente Salve. De Italianen noemen dit de Malediven van Salento. Het is een van de duurste regio's in Salento.